# Ernst Winter (Gewerkschafter)
Ernst Winter (* 13. August 1888 in Aerzen; † 7. März 1954 in Hannover) war Betriebsrat, IG Metall Funktionär und deutscher Politiker der Sozialdemokratischen Partei Deutschlands (SPD).

## Leben
Geboren in der Gründerzeit des Deutschen Kaiserreichs in dem kleinen Ort Aerzen, arbeitete Ernst Winter zunächst im Ruhrgebiet, bevor er nach Hannover umsiedelte und sich dort der SPD 1909 anschloss. 1907 wurde er Mitglied im Deutschen Metallarbeiterverband (DMV), die Vorgängerorganisation der heutigen IG Metall. Ab 1920 war er Betriebsratsmitglied und von 1922 bis 1929 Betriebsratsvorsitzender der Firma Hanomag in Hannover. Von 1929 bis 1933 war er Sekretär des Deutschen Metallarbeiterverbandes (DMV). 1933 wurde er entlassen und verdiente seinen Lebensunterhalt als Handelsvertreter. Wegen illegaler Gewerkschaftsarbeit wurde er mehrfach verhaftet.
Nach dem Zweiten Weltkrieg war Ernst Winter von 1945 bis 1954  Vorsitzender des Betriebsrates bei der Hanomag. Er wirkte daran mit, dass in der Zeit der Britischen Besatzungszone die Militärbehörden die Maschinen der Hanomag nicht demontierten. Aufgrund der Größe des Betriebes Hanomag und der hohen Zahl von Mitgliedern der IG Metall war Winter der einflussreichste Betriebsrat innerhalb der IG Metall in Hannover. Er war mehrere Jahre Mitglied der Ortsverwaltung der IG Metall Hannover und von 1952 bis 1954 auf Bundesebene Mitglied im Beirat der IG Metall.
Dem Deutschen Bundestag gehörte Winter seit dem 9. November 1952, als er für den verstorbenen SPD-Bundesvorsitzenden Kurt Schumacher nachgewählt wurde, bis zu seinem Tode an. Er vertrat den Wahlkreis Hannover-Süd.
Nach seinem Tod wurde Ernst Winter in dem nach ihm benannten Ernst-Winter-Saal der Hanomag aufgebahrt.

## Ehrungen
- 1952: Verdienstkreuz der Bundesrepublik Deutschland